# 小协螳属
小协螳属（学名：Gildella）为哈氏螳科的一个属。

## 下属物种
本属包括以下物种：
- 欣小协螳 Gildella suavis Giglio-Tos, 1915